# خوشینان
خوشینان(به کردی: خۆشێنان، Xoşênan) روستایی از توابع بخش زیویه در شهرستان سقز است که در استان کردستان ایران قرار دارد.

## جمعیت
این روستا در دهستان خورخوره واقع شده و براساس سرشماری سال ۱۳۸۵، جمعیت آن ۱۲۳ نفر (۲۰ خانوار) بوده‌است.